# Abazi georgiano
L'abazi (in georgiano: აბაზი, in russo: абази) era la valuta ufficiale del regno di Kartli-Kakheti, esistito sul territorio georgiano dal 1762 al 1800, quando venne incorporato nell'Impero russo.
Il nome deriva da quello dell'abbasi, moneta d'argento della vicina Persia introdotta sotto il regno di 'Abbas I il Grande (1587-1629).
Nel 1833 venne sostituito dal Rublo russo con un cambio di 5 abazi per ogni rublo. Tuttavia, le monete dell'abazi continuarono a circolare ancora per qualche decennio.

## Storia
L'abazi era suddiviso in 200 dinar. Altri termini utilizzati erano puli (ფული, pari a 5 dinar) e bisti (pari a 20 dinar). Le monete emesse erano da 1 e 2 puli, 1 bisti, ½, 1 e 2 abazi.
Sulle monete comparivano le scritte karthuli puli (ქართული ფული) e karthuli tetri (ქართული თეთრი), che significano rispettivamente "rame georgiano" e "argento georgiano", ad indicare la qualità del metallo utilizzato per la coniazione. Il nome tetri è ancora oggi in uso, essendo stato scelto nel 1995 per indicare la centesima parte del lari, la moneta ufficiale della Georgia indipendente.
La Russia annetté il regno di Kartli-Kakheti nel 1800, sotto lo zar Paolo I, ma la moneta georgiana rimase inizialmente in circolazione. L'abazi venne sostituito dal rublo solo nel 1833, con un cambio fissato a 5 abazi per rublo, vale a dire 20 copechi per abazi.